# YouTube Studio
YouTube Studio, anteriormente conocida como YouTube Creator Studio, es una plataforma proporcionada por la plataforma estadounidense para compartir videos YouTube. YouTube Studio permite a los creadores de contenido controlar su presencia en línea en YouTube, expandir sus canales, cuantificar la participación de la audiencia en sus canales y crear objetivos sobre cómo ver las ganancias monetarias de sus respectivos canales. Los objetivos de esta función son ayudar a los youtubers a administrar sus canales, adquirir información orientada al crecimiento y mantenerse al día con los eventos actuales.

## Historia
En 2005, YouTube lanzó por primera vez Creator Studio Classic. En 2019, ocurrió una importante renovación de YouTube Studio con el fin de adaptarse a la interfaz de usuario de Material Design de Google. Esto debido al hecho de que Creator Studio Classic empleaba tecnología y software obsoletos. Como resultado, emplear un software antiguo para incorporar nuevas tecnologías y capacidades llevaría mucho tiempo.
Para noviembre de 2019, el acceso a Creator Studio Classic se eliminó progresivamente a favor del renovado y renombrado «YouTube Studio», que servirá como reemplazo de la función para los aproximadamente 150,000 creadores que confiaron en él. La cantidad de canales de YouTube que reemplazaron aumentó del 1 % en enero de 2020 al 10 % en febrero de 2020 hasta el 100 % en abril de 2020.

## Características
La aplicación móvil y el programa de computadora de YouTube Studio tienen características personalizadas que varían de un creador a otro, de un canal a otro y de un país a otro.

### Panel
Las noticias más recientes, una variedad de análisis de canales, suscriptores recientes, videos de Creator Insider, una tarjeta para sugerencias de canales, los comentarios más recientes, las actualizaciones más recientes de YouTube Studio y los problemas conocidos en YouTube Studio se pueden encontrar en este pestaña.

### Contenido
En esta sección, el usuario puede verificar y/o filtrar videos regulares, YouTube Shorts o transmisiones en vivo. Los videos y su información también se organizan en una tabla. Un creador puede examinar una amplia gama de opciones cuando pasa el cursor sobre una fila, incluido cambiar el video, promocionarlo, ver sus estadísticas y más. La visibilidad del video (público, no listado o privado), las limitaciones disponibles (reclamación de derechos de autor), la fecha de publicación, el recuento de vistas, el recuento de comentarios y la proporción de Me gusta y No me gusta son detalles adicionales organizados en columnas.

### Estadísticas
En esta pestaña se muestran diferentes análisis del canal, incluidas vistas, datos de suscriptores, estadísticas en tiempo real, estadísticas de rendimiento de video e información sobre el video más reciente. Las pestañas adicionales para el análisis de canales incluyen las de alcance (impresiones, impresiones a través de la tasa de clics, visualizaciones, espectadores únicos y más), participación (tiempo de visualización en horas, duración promedio de visualización y más) y audiencia (espectadores únicos, visualizaciones promedio por espectador, suscriptores y más). Como un método más preciso para ver el recuento de suscriptores sin la continua actualización del recuento de suscriptores, la pestaña también muestra un recuento de suscriptores en tiempo real.

### Derechos de autor
En esta pestaña de YouTube Studio, los creadores pueden administrar la infracción de derechos de autor de su contenido enviando una nueva solicitud de eliminación, verificando activamente qué contenido cargan otros creadores, comunicándose con otros creadores a través de mensajes o muchas otras funciones proporcionadas por YouTube.

### Listas de reproducción
Las listas de reproducción públicas, no listadas y privadas se pueden ver y editar a través de esta página, pero solo fuera de YouTube Studio. La miniatura, el título, la visibilidad, la descripción y la adición o eliminación de videos específicos se pueden editar en las listas de reproducción.

### Monetización
El creador puede monetizar cualquier video agregando anuncios para beneficiarse de los usuarios que lo ven. Aunque esta opción está disponible para todos los canales, no todos los canales pueden acceder a la monetización porque el canal debe cumplir con ciertos criterios para hacerlo, como tener 1000 miembros y uno de los siguientes: 4000 horas de visualización pública en el año anterior o 10 millones de visualizaciones de YouTube Shorts en los 90 días anteriores.

### Comentarios
Esta pestaña muestra los comentarios publicados más recientes, los comentarios en espera y los comentarios de spam. Contiene todos los comentarios del usuario de cada video, pero puede agregarle filtros, como "No he respondido", que solo muestra los comentarios a los que el usuario no ha respondido.

### Subtítulos
Todos los videos subidos por el usuario pueden tener subtítulos añadiéndolos desde esta pestaña. Anteriormente, se podía activar o desactivar las contribuciones de la comunidad y, si estaba habilitado, cualquier usuario podría proporcionar subtítulos personalizados a algunos de los videos del creador, actualmente ya no está disponible.

### Personalización
Esta pestaña permite a los creadores personalizar sus canales de YouTube agregando tráileres de canal, hasta diez secciones destacadas, canales destacados, cambianeo su imagen de perfil, agregando una imagen de banner, agregando una marca de agua de video, agregando una descripción de canal, agregando sus enlaces de canal y agregando su información de contacto.

### Biblioteca de música
Cuando un creador hace clic en esta pestaña, se lo dirige a un enlace externo que contiene una larga lista de músicalibre de regalías y de derechos de autor que puede usar para modificar los videos en su canal.

### Configuración
En esta pestaña, los creadores pueden administrar la configuración de su canal de YouTube, la configuración general, las cargas predeterminadas de permisos, la comunidad y los acuerdos.